# Ashes Tour 1954/55
Die Ashes Tour 1954/55 war die Tour der englischen Cricket-Nationalmannschaft, die die 37. Austragung der Ashes beinhaltete, und wurde zwischen dem 26. November 1954 und 3. März 1955 durchgeführt. Die Ashes Series 1954/55 selbst wurde in Form von fünf Testspielen zwischen Australien und England ausgetragen. Austragungsorte waren jeweils australische Stadien. Die Tour beinhaltete neben der Testserie eine Reihe weiterer Spiele zwischen den beiden Mannschaften im Winter 1954/55. England gewann die Serie 3–1.

## Vorgeschichte
Für beide Mannschaften war es die erste Tour der Saison.
Das letzte Aufeinandertreffen der beiden Mannschaften bei einer Tour fand in der Saison 1953 in England statt.

## Stadien
Die folgenden Stadien wurden für die Tour als Austragungsort vorgesehen.
| Stadion                  | Stadt     | Kapazität | Spiele       |
| ------------------------ | --------- | --------- | ------------ |
| Adelaide Oval            | Adelaide  | 53.583    | 4. Test      |
| The Gabba                | Brisbane  | 42.000    | 1. Test      |
| Melbourne Cricket Ground | Melbourne | 100.024   | 3. Test      |
| Sydney Cricket Ground    | Sydney    | 48.000    | 2. & 5. Test |

## Kaderlisten
Die Mannschaften benannten die folgenden Kader.
| Test | Test |
| Australien | England |
| --- | --- |
| - Ian Johnson (K) - Arthur Morris (VK) - Ron Archer - Richie Benaud - Jim Burge - Jim Burke - Alan Davidson - Les Favell - Neil Harvey - Graeme Hole - Bill Johnston - Gil Langley (wk) - Ray Lindwall - Len Maddocks (wk) - Colin McDonald - Keith Miller - Bill Watson | - Leonard Hutton (K) - Keith Andrew (wk) - Bob Appleyard - Trevor Bailey - Alec Bedser - Denis Compton - Colin Cowdrey - Bill Edrich - Godfrey Evans (wk) - Tom Graveney - Peter May - Reg Simpson - Brian Statham - Frank Tyson - Johnny Wardle |

## Tests

### Erster Test in Brisbane
| 26. November – 1. Dezember Scorecard | Brisbane | Australien 601-8d (129)                           | – | England 190 (76.1) & 257 (90.1) (f/o) |
|                                      |          | Australien gewinnt mit einem Innings und 154 Runs |   |                                       |

England gewann den Münzwurf und entschied sich als Schlagmannschaft zu beginnen.

### Zweiter Test in Sydney
| 17. – 22. Dezember Scorecard | Sydney | England 154 (54.3) & 296 (104.3) | – | Australien 228 (55.4) & 184 (53.4) |
|                              |        | England gewinnt mit 38 Runs      |   |                                    |

australien gewann den Münzwurf und entschied sich als Feldmannschaft zu beginnen.

### Dritter Test in Melbourne
| 31. Dezember – 5. Januar Scorecard | Melbourne | England 191 (67.6) & 279 (100.5) | – | Australien 231 (63.3) & 111 (31.3) |
|                                    |           | England gewinnt mit 128 Runs     |   |                                    |

England gewann den Münzwurf und entschied sich als Schlagmannschaft zu beginnen.

### Vierter Test in Adelaide
| 28. Januar – 2. Februar Scorecard | Adelaide | Australien 323 (99.1) & 111 (43.2) | – | England 341 (140.6) & 97-5 (30.4) |
|                                   |          | England gewinnt mit 5 Wickets      |   |                                   |

Australien gewann den Münzwurf und entschied sich als Schlagmannschaft zu beginnen.

### Fünfter Test in Sydney
| 25. Februar – 3. März Scorecard | Sydney | England 371-7d (94.6) | – | Australien 221 (60.4) & 118-6 (28.6) (f/o) |
|                                 |        | Remis                 |   |                                            |

australien gewann den Münzwurf und entschied sich als Feldmannschaft zu beginnen.